# 뮤직 위크
뮤직 위크(Music Week)는 영국의 음악 업계지로 웹사이트와 월간지를 함께 운영하고 있다.

## 역사
1959년 창간된 레코드 리테일러가 1972년 3월 18일자 이후 뮤직 위크로 재창간되었다. 1981년 1월 17일에는 비디오에 대한 시장이 커져가며 다시 한 번 이름을 뮤직 & 비디오 위크(Music & Video Week)로 변경하였다. 1978년 브라이언 멀리건과 노먼 개로드가 창간한 경쟁지 레코드 비지니스(Record Business)를 1983년 2월 인수한 후 새로운 잡지 비디오 위크를 창간함과 동시에 잡지 이름을 다시 뮤직 위크로 바꾸었다.
1991년 4월, 레코드 미러를 인수한 뮤직 위크는 잡지 내에 4~8쪽 가량의 장을 추가했으며, 이후에는 기사, 리뷰 및 차트의 보충 자료로 통합했다. 이후 1990년대에 뮤직 비지니스 인터내셔널(MBI), 프로모, MIRO 퓨처 히츠, 투어스 레포트, 포노, 그린 시트, 차트플러스(1991년 5월부터 1994년 11월까지 출간), 히트 뮤직(1992년 9월부터 2001년 5월까지 출간) 등이 뮤직 위크의 산하로 들어왔다. 2001년 5월, 프로모를 제외한 모든 뉴스레터를 없앴다. 2003년, 뮤직 위크는 다시금 뉴스, 기사, 작품 발매 소식과 영국 내 판매량, 에어플레이 및 클럽 차트 등을 소개하는 웹사이트를 열었다.
2011년, 뮤직 위크는 인텐트 미디어에 240만 파운드에 매각되었으며, 이듬해에는 뉴베이 미디어가 인텐트 미디어를 인수했다. 이후 2018년 퓨처가 뉴베이 미디어를 인수하였고, 메탈 해머, 클래식 록과 같은 라우더 사운드 잡지와 함께 2021년 3월부터 월간지로 발간된다.

## 같이 보기
- 영국 싱글 차트
- 레코드 미러